# Anže Damjan
Anže Damjan (* 11. September 1987 in Ljubljana) ist ein ehemaliger slowenischer Skispringer. Sein größter Erfolg ist der Sieg mit der slowenischen Mannschaft bei der Winter-Universiade 2005 in Seefeld in Tirol.

## Werdegang
Damjan startete seit 2003 im Alpencup und bei FIS-Juniorenwettbewerben. Im Dezember 2004 startete er beim traditionellen Weihnachtsspringen in St. Moritz erstmals im Continental Cup (COC). Einen Tag später konnte er in Engelberg mit dem 28. Platz erstmals Punkte im COC sammeln. Nach weiteren COC-Starts nahm er im Januar 2005 in Seefeld in Tirol an der Universiade teil und belegte den 14. Rang. Mit der slowenischen Mannschaft gewann er jedoch das Mannschaftsspringen von der Toni-Seelos-Olympiaschanze. Nach weiteren Continental- und Alpencupeinsätzen startete er im März bei der Junioren-Weltmeisterschaft 2005 in Rovaniemi und belegte im Einzelwettbewerb den 13. Platz. Nachdem er im Sommer 2005 im COC nicht überzeugte, aber zwei Podestplätze im FIS Cup belegen konnte, startete er im Winter 2005/06 regelmäßig im Continental Cup. Dort belegte er zumeist Punkteplatzierungen und konnte auch einige Male unter die besten Zehn vorstoßen. Im Januar 2006 gehörte er zur Slowenischen Mannschaft für das Weltcup-Springen in Sapporo. Dabei konnte er sich am 21. Januar für das Springen qualifizieren und konnte so im Weltcup Debütieren. Am folgenden Tag verpasste er die Qualifikation.
Nachdem er im Sommer 2006 an nur zwei Continental Cups teilgenommen hatte, konnte er auch im Winter 2006/07 im COC nur mittelmäßige Platzierungen belegen. Im Continental Cup 2007/08 präsentierte er sich in einer ähnlichen Verfassung. Erst im Sommer 2008 konnte er sich im wieder regelmäßig in den Punkterängen platzieren. Zu Beginn des Winters 2008/09 kämpfte er zumeist um den Einzug in den zweiten Durchgang, konnte sich jedoch mit der Zeit steigern. Am 15. Februar 2009 belegte er in Iron Mountain schließlich den dritten Platz, nachdem er am Vortag bereits Sechster war. Dieser dritte Platz blieb seine einzige Podiumsplatzierung im Continental Cup. Bis zum Saisonende belegte er konstant Punkteränge. Zum Saisonabschluss wurde er im Weltcup über die Nationale Gruppe beim Skifliegen in Planica eingesetzt. Hier konnte er als 27. der Qualifikation am Wettbewerb teilnehmen und konnte mit dem 21. Platz seine ersten Weltcuppunkte feiern. Nach der Saison 2009/10 beendete er seine Karriere und wurde beim Sommer-Continental-Cup-Springen am 2. Juli 2010 im slowenischen Kranj, bei dem er noch ein letztes Mal startete und 32. wurde, verabschiedet.
Damjan ist der jüngere Bruder des Skispringers Jernej Damjan.

## Erfolge

### Weltcup-Platzierungen
| Saison  | Platz | Punkte |
| ------- | ----- | ------ |
| 2008/09 | 66.   | 10     |